# Алфімова Людмила Іванівна
Людми́ла Іва́нівна Алфі́мова (4 вересня 1935, Харків — 22 лютого 2024, Печера, Тульчинський район Вінницька область) — українська акторка театру і кіно, заслужена артистка України (2003), кавалер ордена княгині Ольги ІІІ ступеня (2021).

## Біографія
Людмила Алфімова народилася в Харкові в родині водія й домогосподарки.
1953 — закінчила школу. З дитинства мріяла стати льотчицею. Після десятирічки закінчила аероклуб, літала на винищувачі, навіть опанувала вищий пілотаж. Батькам це не дуже подобалось. Та в навчанні далі відмовили: пояснили, що дівчат не беруть. Тоді Людмила пересіла в автомобіль. А в театральний вступила, аби хоч у театрі чи кіно стати льотчицею.
1956 — одружилася з льотчиком Феліксом Михайловичем Кадигробом. Чоловік весь час перебував у відрядженнях від КБ Антонова. У 1957 році, однак народила доньку Лізу (акторка), 1965 — доньку Альону. Станом на 2007 рік вона й чоловік Володимир працювали фізіотерапевтами у приватній клініці в Нью-Йорку, США.
1973 — на зйомках фільму «Прощавайте, фараони» познайомилася з головою колгоспу Іваном Кальницьким, старшим на 12 років. В тому ж році розлучилася з чоловіком, але одружитися з Іваном змогла тільки через 20 років: Кальницький не міг залишити старшу на 15 років дружину Поліну Леонтіївну, яка врятувала йому життя (сховала молодого партизана з револьвером у руці від німців за заслінкою печі, а потім вилікувала від туберкульозу). Тільки після її смерті він запропонував переселитися до нього.
1993 — одружилася, з Києва переїхала до села Печера Тульчинського району на Вінниччині. Чоловік подарував їй будинок управляючого маєтком графів Потоцьких у селі Печера. Квартиру в центрі Києва, на Паньківській,Алфімова продала, на гроші купила авто. За кермом вона вже більше 55 років.
27 вересня 2006 року помер після 13 років спільного життя чоловік. Залишившись жити сама, акторка мусила тримати пістолет із гумовими кулями з дозволом від переслідувача — генерала Василя Поліщука.
Померла 22 лютого 2024 у селі Печера Вінницької області, Тульчинської громади, де вона провела останні роки. Там же й похована.
Має чотирьох онуків та трьох правнуків.

## Кар'єра
1954 — вступила до Харківського театрального інституту, який закінчила в 1958 році в (майстерня Л. Сердюка і М. Покотило).
У 1960—1963 була акторкою Київського театру юного глядача.
З 1963 — акторка Кіностудії ім. О. Довженка.
Справжню славу акторці принесла головна роль у радянському фільмі «Весілля в Малинівці».
За свою тривалу кар'єру Людмила Алфімова знялася в понад 40 кінофільмах, а озвучила близько 170.
Людмила Алфімова їздила на творчі зустрічі, бувала на телепередачах, давала інтерв'ю. Літала до доньки у США.
У березні 2013 Алфімова приїхала на зустріч зі своїми шанувальниками до Вінниці. Тут відбувалася презентація документального фільму про акторку «Як у село приїхало кіно» від кінорежисера Костянтина Крайнього. Фільм тривалістю до 1 години знімали в селі Печера, де проживала Людмила Іванівна, Сокілець і трішки в Тульчині.

## Фільмографія[10]
- 1958 Його покоління
- 1958 Літа молодії
- 1960 Звичайна історія
- 1961 За двома зайцями
- 1962 Спадкоємці
- 1964 Наш чесний хліб
- 1964 Сумка, повна сердець
- 1965 Бур'ян
- 1967 Весілля в Малинівці
- 1967 З нудьги
- 1970 Між високими хлібами
- 1974 Прощавайте, фараони!
- 1974 Таємниця партизанської землянки
- 1974 Юркові світанки
- 1975 Ви Петька не бачили?
- 1977 Право на любов
- 1980 Візит до Ковалівки
- 1981 Право керувати
- 1984 Добрі наміри
- 1985 Женихи
- 1986 По головній вулиці з оркестром
- 1987 Повернення
- 1988 Штормове попередження
- 1990 Нині прославився син людський
- 1992 Господи, прости нас грішних